# Brodalumab
Le brodalumab est un anticorps monoclonal ciblant le récepteur A de l'interleukine 17 (IL-17RA). Il agit comme antagoniste des récepteurs à l'IL-17 comparativement aux autres inhibiteurs de l'IL-17, qui eux vont agir sur l'IL-17 et non sur son récepteur en la neutralisant. Il est aujourd'hui approuvé dans différentes juridictions dans le traitement du  psoriasis modéré à sévère.

## Efficacité
Dans 3 études principales de phase 3, impliquant plus de 4 300 patients atteints de psoriasis qui ont besoin d'un traitement systémique, Il a été démontré que brodalumab est efficace. Le psoriasis s'est amélioré dans une plus grande proportion de patients traités par brodalumab comparativement au placebo ou à l’ustekinumab (Stelara). En examinant les résultats des 3 études ensemble, 85% des patients traités par brodalumab  ont obtenu une réduction de 75% des scores PASI (une mesure de la sévérité de la maladie et de la surface de la peau affectée) après 12 semaines. Cela se compare à 6% de ceux qui ont reçu un placebo et à 70% des patients ayant reçu ustekinumab. De plus, 79% des patients ayant reçu brodalumab avaient une peau claire ou presque claire après 12 semaines, contre 3% des patients ayant reçu un placebo et 70% des patients ayant reçu ustekinumab. Les données d'une étude ont également montré que les bienfaits du traitement ont été maintenus lorsque le traitement a été poursuivi pendant un an. En plus de maintenir son efficacité jusqu'à 120 semaines. Il a été démontré que brodalumab améliore les atteintes cutanées et articulaires du psoriasis.
Il s'avère être décevant dans le traitement de la polyarthrite rhumatoïde. Il est contre-indiqué chez les patients atteints de la maladie de Crohn parce qu'il peut entraîner une exacerbation.

## Aspects réglementaires et commerciaux
Brodalumabb est la dénomination commune internationale (DCI) de la spécialité pharmaceutique dont le nom commercial est Siliq aux États-Unis et au Canada et Kyntheum en Europe. Brodalumab a été approuvé respectivement aux États-Unis par le FDA en février 2017, en Europe par l'agence réglementaire européenne en juillet 2017 et au Canada par Santé Canada en mars 2018.
Initialement Brodalumab est le fruit du codéveloppement de deux grands laboratoires pharmaceutiques internationaux, AstraZeneca et Amgen. L'accord de partenariat date de 2012. Face à la possibilité d'une mise en garde concernant l'éventualité de suicide en cours de traitement l'accord a été dénoncé.
Ultérieurement AstraZeneca a accordé une licence exclusive au laboratoire canadien Valeant pour l'exploitation aux États-Unis et au Canada. Cette licence a été étendue plus tard à l'Europe. Les droits commerciaux en Europe du brodalumab ont été cédés en 2016 à l'entreprise danoise Leo Pharma.
Le laboratoire pharmaceutique Valeant a annoncé le 19 juillet 2016 que la commission d'AMM de la FDA avait proposé l'approbation du Brodalumab pour le traitement du psoriasis modéré à sévère.
En novembre 2016, la FDA n'a toujours pas accordé l'AMM.
En Europe, l'agence du médicament a seulement autorisé une étude clinique de phase III chez l'enfant.